# Кальян
Калья́н (перс. قلیان‎, гальйан, от араб. يغلي‎ галь — кипеть) — прибор для курения, отличительной особенностью которого является длинный путь прохождения дыма от его источника до рта курильщика, и наличие ёмкости с водой, через которую этот дым проходит. Курение кальяна традиционно для народов Ближнего Востока, Средней Азии, Индии, Китая и Африки.

## История
Кальян изобретён в Индии. Английский мемуарист Уильям Хики сразу после прибытия в Калькутту в 1775 году записал в своих Воспоминаниях:
Для меня приготовили самый лучший и роскошный кальян. Я попробовал его, но мне не понравилось. После нескольких попыток мне всё так же было неприятно, со всей серьёзностью я спросил, так ли это было необходимо мне становиться курильщиком, на что получил не менее серьёзный ответ: «Несомненно, если хочешь авторитетности, и не хочешь выпасть из моды и этого окружения. Здесь каждый курит кальян, и без него невозможно добиться успеха в делах» [… Я] часто слышал, как люди заявляли, что они лучше лишатся обеда, чем не покурят кальян.

## Названия
В зависимости от страны кальян имеет множество разных названий. Среди них выделяются следующие:
Шиша (араб. شيشة‎, от перс. شیشه‎, shīshe — стекло) — в Египте, Судане и арабских странах Персидского залива (включая Кувейт, Бахрейн, Катар, Оман, ОАЭ и Саудовскую Аравию), а также в Алжире, Марокко, Мавритании, Западной Сахаре, Чаде, Тунисе, Сомали и Йемене.
Арджила (араб. أرجيلة‎) — в Ливане, Палестине, Сирии, Иордании, реже в Узбекистане и Иракском Курдистане.
Наргиле (перс. نارگیل‎ наргил — кокосовый орех, из санскр. नारिकेला, nārikela) — в Турции, Иране, Греции, Сербии, Боснии и Герцеговине, Северной Македонии, Болгарии, Румынии, Испании, Португалии, Гибралтаре, Франции, на Кипре, в Азербайджане, Ираке, Иордании, Ливане, Сирии и Израиле.
Кальян (перс. قلیان‎, гальйан, от араб. يغلي‎ галь — кипеть) — в Иране, Азербайджане, России, Украине, Беларуси, Молдове, Казахстане, Таджикистане, Кыргызстане, Литве, Латвии, Эстонии. 
Гудугуда (мальд. ގުދުގުޑާ) — на Мальдивских островах и союзной территории Лакшадвип.
Лулава (алб. lulava) — в Албании и Косове. 
Чилим (узб. chillim) — в Узбекистане, Афганистане, Туркменистане и некоторых других тюркоязычных странах.
Хука (англ. hookah, от хинди हुक़्क़ा и урду حقّہ‎ [ˈɦʊqːa] из араб. حُقَّة‎ [ˈħuːqqa] — «шкатулка, бутылка, водопроводная труба») — заимствовано англичанами после начала своего присутствия в Индии с XVII века. Согласно пакистанскому словарю Лурду, слово хука персидского происхождения и некогда обозначало небольшой горшок, где восточные женщины хранили свои драгоценности и благовония. Используется в Индии, Пакистане, Бангладеш, Шри-Ланке, в Турецком Курдистане.

## Устройство
Чаша (2) — в неё помещают табак (4) и накрывают фольгой (или калаудом) с дырочками для прохождения горячего воздуха. На фольгу укладывают угли (3).
Тарелка (5) — защищает от случайного падения углей на стол. Служит опорой для колпака.
Колпак (1) — вместе с тарелкой предохраняет от падения углей на стол. Задерживает рассеивание жара от углей, поэтому ускоряет предварительный прогрев чаши и повышает температуру курения.
Шахта (6) — по ней табачный дым проходит от чаши в колбу с водой.
Колба (8) — ёмкость для воды и основание кальяна. В колбу поступает дым из шахты, который, проходя через воду, направляется через выходное отверстие (9) в шланг и мундштук, а затем в рот курильщика. В колбе, как правило, установлен шариковый клапан (7), необходимый для выдува остатков неприятного дыма из колбы наружу и небольшого продува перегретой чаши воздухом из шахты.
- Виды чаш
- Стандартная чаша
- Чаша фанел (phunnel)
- Чаши вортекс (vortex)

## Материалы изготовления
В производстве современных кальянов вместо меди, латуни и низколегированных сплавов производители всё чаще используют нержавеющую сталь. Гибкие трубки выполняются из силиконовой резины вместо кожи и проволоки. Новые материалы делают кальяны более долговечными, исключают посторонние запахи при курении и позволяют их мыть без риска коррозии или гниения. Под влиянием новых технологий стал сильно меняться внешний вид кальянов, появились необычные дизайнерские идеи.
Несмотря на явные преимущества современных кальянов, из-за относительной дороговизны и отсутствия современного оборудования в странах традиционного производства кальянов большинство изделий выпускается по старым технологиям.

## Табак
Издавна через кальян курили обычный табак, встречающийся и сегодня. Он называется томбак (англ. tombac, тур. tömbekı) и представляет собой табачный лист, который перед процессом курения вымачивается в воде и либо измельчается и помещается в чашу, либо накручивается в виде сигары на верхушку кальяна. Пользуется популярностью у старшего поколения в Саудовской Аравии, Иране, Индии, Сирии и Турции. С течением времени появились смеси на основе табачного листа:
- Журак (jurak, араб. جراك‎; от хинди गुड़ के, gura kē — с мелассой) — мелко или очень мелко нарезанный неочищенный табачный лист с высоким содержанием никотина, смешанный с патокой, придающей смеси чёрный цвет. Патока или меласса выполняет функцию связующей среды для мелкой табачной стружки и придаёт вкус. В состав не входят красители, консерванты и глицерин, но могут добавляться различные вкусовые добавки и специи. Производится и имеет распространение в Саудовской Аравии, на севере Индии, в Пакистане, Бангладеш и Непале. За пределами этих стран почти не встречается.
- Муасель (mʿasel, араб. معسل‎ — медовый или tobamel, лат.  tobacco и mellis — табак и мёд) — очищенный (с низким содержанием никотина) и нарезанный табачный лист, смешанный с различными ингредиентами. Различается два подвида:
  - Неароматизированный или «чёрный» муасель — смесь табачного листа и патоки, характерного чёрного цвета. Не содержит каких-либо других ингредиентов. Зачастую ему отдаёт предпочтение местное население некоторых стран Северной Африки, восточного побережья Средиземного моря и Персидского залива.
  - Ароматизированный муасель — связующей средой которого, как правило, является инвертированный сахарный сироп, реже мёд или патока. Содержит различные вкусовые добавки и ароматизаторы, красители, консерванты и глицерин в качестве увлажнителя. Пропорции ингредиентов у разных производителей могут различаться.

Смеси для кальяна должны быть ароматными и очень влажными, вплоть до стекания сиропа, по консистенции напоминающими густое варенье. Впрочем, не содержащие глицерин журак и неароматизированный муасель могут высыхать в процессе хранения и транспортировки.
Антитабачные кампании, развёрнутые в разных странах, вынуждают производителей искать замену табачному листу как основы смеси.
Так стали появляться смеси для кальяна, не содержащие никотина (nicotine-free). В качестве основы могут использоваться свёкла, чай, пористый гравий и т. д.

## Влияние на здоровье
По заявлению Всемирной организации здравоохранения, курение кальяна несёт серьёзную потенциальную опасность для здоровья и не является безвредной альтернативой сигаретам. Вдыхаемый дым содержит токсические вещества, приводящие к раку лёгких, заболеваниям сердца и другим заболеваниям.
Уровень никотина в моче после выкуривания средней дозы кальяна повышается в 73 раза, котинина — в 4 раза, табачных нитрозаминов, которые могут вызвать рак лёгких и поджелудочной железы, — в 2 раза, увеличивается также содержание продуктов распада бензола и акролеина, которые могут вызывать раковые и респираторные заболевания.
Однако большинство популярных представлений о вреде кальяна является мифами. К примеру, «за один час курения кальяна человек вдыхает в 100—200 раз больше дыма, чем при выкуривании одной сигареты». Развенчание мифа состоит в том, что количество дыма не является показателем токсичности; кальянный дым состоит преимущественно из воды, по набору компонентов он значительно проще сигаретного — 142 компонента в случае кальянного дыма против 4700 компонентов в случае сигаретного, а температура формирования кальянного дыма — на сотни градусов ниже, чем сигаретного.
О содержании угарного газа: в 1000 мл кальянного дыма содержится 1,79 мг CO; за одну сессию курения кальяна делается в общей сложности порядка 100 затяжек (при этом в курении обычно принимают участие несколько курильщиков). Итого, при курении кальяна за всю сессию вдыхается 179 мг угарного газа. Согласно тем же исследованиям, количество CO при выкуривании одной сигареты составляет 11,66 мг.
Кальян обычно курится в компании, поэтому есть опасность передачи через слюну на мундштуке различных заболеваний, таких как герпес и гепатит. Вероятность передачи слюны существенно снижается при использовании персональных мундштуков, например одноразовых пластиковых.

## Галерея
- Индийский мужчина курит кальян, Раджастхан, Индия
- Египетский кальян (шиша),
- Нефритовый кальян могольского императора Джахангира, Национальный музей Индии.
- Керим-хан Зенд сидит в своём королевском дворе в Ширазе, используя кальян (1755)
- Курение кальяна, картина Рудольфа Эрнста
- Кальян в ресторане в Непале
- Насер ад-Дин Шах курит кальян
- Персидская женщина с кальяном, 1900, Иран
- Бедуин курит кальян, местно называемый наргиле, в кафе в Дейр-эз-Зоре, на Евфрате, в 1920-х годах.
- Кальян и различные табачные изделия демонстрируются на витрине магазина Гарвардской площади[англ.] в Кембридже (Массачусетс), США.
- Видео: «Как сделать кальян»
- Вихревые чаши
- Деревообрабатывающие предприятия из Дамаска, Сирии создают деревянные компоненты для производства кальянов (19 век)
- Вид поперечного сечения кальяна
- Маленький кальян